# 라파예트 (영화)
《라파예트》(영어: Flyboys)는 2006년 공개된 미국과 영국의 전쟁 드라마 영화이다. 제임스 프랭코, 마틴 헨더슨, 장 레노 등이 출연하였다.

## 줄거리
미국이 제1차 세계 대전에 참전하기 전인 1916년, 프랑스 공군에 자원한 미국인 청년들이 라파예트 전투비행편대(Escadrille La Fayette)를 구성한다. 이들은 에이스 전투조종사 리드에게 훈련 받은 뒤 프랑스인 대위 조르주의 지휘 하에 전공을 세워나간다.

## 출연
- 제임스 프랭코 - 블레인 롤링스 역
- 마틴 헨더슨 - 리드 캐시디 역
- 장 레노 - 조르주 트노 역
- 제니푀르 데케르 - 뤼시엔 역
- 압둘 살리스 - 유진 스키너 역
- 필립 윈체스터 - 윌리엄 젠슨 역
- 타일러 러빈 - 브리그스 라우리 역
- 데이비드 엘리슨 - 에디 비글 역
- 팀 피곳스미스 - 라우리 씨 역
- 맥 맥도널드 - 데트와일러 보안관 역
- 토드 보이스
- 루스 브래들리

## 기타 제작진
- 공동 제작: 키리 피크
- 보조 제작: 레이철 올샨
- 배역: 댄 허버드, 존 허버드, 로스 허버드
- 미술: 찰스 우드
- 의상: 닉 이드

## 같이 보기
- 레드 바론 (영화)